# Sapiranga
Sapiranga là một đô thị thuộc bang Rio Grande do Sul, Brasil. Đô thị này có diện tích 137,5 km², dân số năm 2007 là 78996 người, mật độ 574,4 người/km².